# Max von der Goltz
Le baron Maximilian Leopold Otto Ferdinand von der Goltz, plus connu sous le nom de Max von der Goltz, né le 19 avril 1836 à Königsberg et mort le 20 décembre 1906 à Potsdam, est un officier de marine allemand qui termina sa carrière au rang d'amiral.

## Biographie
Max von der Goltz appartient à une famille de la noblesse ancienne de la Nouvelle Marche qui a donné de nombreux militaires à la Prusse. Il entre le 28 octobre 1853 dans la marine prussienne qui commence à peine à naître. Il est nommé enseigne de vaisseau en 1859 et lieutenant de vaisseau de IIe classe en 1861. C'est à ce grade qu'il participe à l'expédition de 1863-1865 en Chine et au Japon à bord de la frégate SMS Gazelle, et à l'issue de laquelle il est élevé au grade de capitaine-lieutenant. Il est nommé capitaine de corvette peu avant le déclenchement de la guerre franco-prussienne. Il est ensuite affecté au ministère de la Marine.
Il est nommé en 1875 capitaine de vaisseau et effectue plusieurs voyages aux commandes de la SMS Augusta (aux Antilles, en Amérique du Sud et au Brésil). Entre 1877 et 1882, sa carrière prend de l'importance lorsqu'il est nommé pour réorganiser en tant que directeur des chantiers les chantiers navals impériaux de Kiel. Ensuite il est nommé chef d'escadre de l'escadre de Méditerranée, pendant le conflit avec l'Égypte, puis chef de l'escadre de l'Extrême-Orient en 1883.
Max von der Goltz est élevé au rang de contre-amiral (équivalent à vice-amiral d'escadre en France) et directeur auprès de l'Amirauté impériale. C'est avec le rang de vice-amiral qu'il est nommé à la tête de la station de la flotte de la mer du Nord (à Wilhelmshaven) en 1888. En tant qu'amiral de fonction, il fait partie à partir de 1889 du commandement suprême de la marine impériale. Il est finalement nommé amiral en 1892.
Il est mis à disposition le 13 mai 1895 et nommé à la suite de Sa Majesté Impériale en même temps.